# Poecilmitis bamptoni
Poecilmitis bamptoni là một loài bướm ngày in the Lycaenidae family. It is endemic to South Africa. It is now mostly considered a subspecies of Chrysoritis thysbe.